# Belgium (Wisconsin)
Belgium è un comune degli Stati Uniti, situato in Wisconsin, nella Contea di Ozaukee.